# Wijken en buurten in Lelystad
De Nederlandse gemeente Lelystad is voor statistische doeleinden onderverdeeld in wijken en buurten. De gemeente is verdeeld in de volgende statistische wijken:
- Gebied 10 Centrum Noordzijde (CBS-wijkcode:099510)
- Gebied 11 Lelystad Noordoost (CBS-wijkcode:099511)
- Gebied 22 lelystad Noordwest (CBS-wijkcode:099522)
- Gebied 27 Visvijverbos (CBS-wijkcode:099527)
- Gebied 30 Centrum Zuidzijde (CBS-wijkcode:099530)
- Gebied 32 Botter-Tjalk-Schoener (CBS-wijkcode:099532)
- Gebied 33 Haven-Noordersluis (CBS-wijkcode:099533)
- Gebied 44 Lelystad Zuidoost (CBS-wijkcode:099544)
- Gebied 50 Stadshart (CBS-wijkcode:099550)
- Gebied 65 Lelystad-Zuid Flevopoort (CBS-wijkcode:099565)
- Gebied 77 oostelijk buitengebied (CBS-wijkcode:099577)

Een statistische wijk kan bestaan uit meerdere buurten. Onderstaande tabel geeft de buurtindeling met kentallen volgens het Centraal Bureau voor de Statistiek (2008):
| CBS-buurtcode | Buurtnaam                       | Inwonertal | Opp. totaal (ha) | Opp. land (ha) | Ligging                |
| ------------- | ------------------------------- | ---------- | ---------------- | -------------- | ---------------------- |
| BU09951010    | Kofschip                        | 0          | 36               | 35             | Locatie in de gemeente |
| BU09951020    | Vest-Schans-Stelling            | 1440       | 40               | 40             | Locatie in de gemeente |
| BU09951100    | Lelycentre                      | 1080       | 48               | 48             | Locatie in de gemeente |
| BU09951110    | Zuiderzeewijk                   | 4600       | 199              | 199            | Locatie in de gemeente |
| BU09951120    | Atolwijk-Oostrandpark           | 7770       | 190              | 186            | Locatie in de gemeente |
| BU09951130    | Bronsweg-Jupiterweg             | 80         | 352              | 349            | Locatie in de gemeente |
| BU09951170    | Gelderse en Overijsselse Hout   | 60         | 692              | 669            | Locatie in de gemeente |
| BU09951180    | oostervaart                     | 50         | 232              | 220            | Locatie in de gemeente |
| BU09952210    | Boeier-Karveel-Golfpark         | 4280       | 161              | 161            | Locatie in de gemeente |
| BU09952220    | Kempenaar-Kogge-Gondel-Schouw   | 6550       | 199              | 188            | Locatie in de gemeente |
| BU09952230    | Punter-Jol-Galjoen-Kuststrook   | 5800       | 192              | 183            | Locatie in de gemeente |
| BU09952250    | Houtribhoogte-Parkhaven         | 390        | 335              | 316            | Locatie in de gemeente |
| BU09952270    | Golfresort-Zuigerplasbos        | 720        | 621              | 578            | Locatie in de gemeente |
| BU09952710    | Visvijverbos                    | 10         | 500              | 489            | Locatie in de gemeente |
| BU09953000    | De Hoven- Ziekenhuis            | 340        | 19               | 19             | Locatie in de gemeente |
| BU09953030    | Grientenij                      | 220        | 47               | 47             | Locatie in de gemeente |
| BU09953240    | Botter-Tjalk-Schoener           | 5740       | 136              | 131            | Locatie in de gemeente |
| BU09953310    | Landstrekenwijk                 | 4550       | 109              | 102            | Locatie in de gemeente |
| BU09953320    | Hollandse Hout                  | 880        | 131              | 105            | Locatie in de gemeente |
| BU09953350    | Lelystad-Haven                  | 3550       | 113              | 90             | Locatie in de gemeente |
| BU09953370    | Uilenweg                        | 20         | 215              | 97             | Locatie in de gemeente |
| BU09953380    | Noordersluis                    | 380        | 200              | 196            | Locatie in de gemeente |
| BU09954410    | Boswijk                         | 11320      | 278              | 269            | Locatie in de gemeente |
| BU09954420    | Waterwijk                       | 6360       | 122              | 119            | Locatie in de gemeente |
| BU09954430    | De Landerijen                   | 5290       | 176              | 169            | Locatie in de gemeente |
| BU09954470    | Larserplein-Flevohout           | 0          | 118              | 109            | Locatie in de gemeente |
| BU09955000    | Stadshart                       | 760        | 41               | 41             | Locatie in de gemeente |
| BU09956570    | Hollandse Hout-bos              | 0          | 972              | 942            | Locatie in de gemeente |
| BU09956580    | Flevopoort                      | 110        | 185              | 175            | Locatie in de gemeente |
| BU09956590    | Warande                         | 150        | 735              | 725            | Locatie in de gemeente |
| BU09957710    | Plavuizenweg-Visvijverweg       | 120        | 1468             | 1452           | Locatie in de gemeente |
| BU09957720    | Edelhertweg-Runderweg           | 40         | 1616             | 1608           | Locatie in de gemeente |
| BU09957730    | Dronterweg-Zeeasterweg          | 90         | 1350             | 1329           | Locatie in de gemeente |
| BU09957740    | Vlotgrasweg-Natuurpark Lelystad | 40         | 1207             | 1141           | Locatie in de gemeente |
| BU09957750    | Vliegveld                       | 80         | 1843             | 1825           | Locatie in de gemeente |
| BU09957760    | Vogelweg                        | 170        | 3475             | 3446           | Locatie in de gemeente |
| BU09957770    | Pijlstaartweg                   | 0          | 389              | 372            | Locatie in de gemeente |
| BU09957780    | Laserpoort                      | 10         | 206              | 196            | Locatie in de gemeente |
| BU09957790    | Oostvaardersplassen             | 0          | 6624             | 4907           | Locatie in de gemeente |